# Greg (Comicautor)
Michel Louis Albert Régnier (* 5. Mai 1931 in Ixelles; † 29. Oktober 1999 in Neuilly) war ein belgischer Comicautor. Nach Annahme der französischen Staatsbürgerschaft nannte er sich Michel Greg. Bekannt unter dem Künstlernamen Greg hatte er Jahrzehnte lang wesentlichen Einfluss auf die Entwicklung des frankobelgischen Comics. Mehr als 250 Alben unterschiedlicher Genres wie Humor, Abenteuer, Spionage, Western und Science-Fiction tragen seine Unterschrift als Texter oder Zeichner. Bekannt als Zeichner wurde er unter anderem durch Albert Enzian, sein Ruhm als Texter gründet sich auf Serien wie Andy Morgan, Bruno Brazil und Comanche.

## Werdegang
Greg wuchs in Herstal auf. Bereits mit 16 Jahren veröffentlichte er 1947 im belgischen Magazin Vers l'Avenir den ersten von ihm gezeichneten Comic: Nestor et Boniface. Anfangs bevorzugte er Heldencomics. 1953 und 1956 zeichnete er unter dem Pseudonym Michel Denys für das Magazin Héroïc-Albums die Abenteuerserie Le Chat mit Anleihen an Batman. Parallel begann er als Texter für andere Zeichner zu arbeiten. Er schrieb eine Vielzahl kurzlebiger Reihen, wie Bison et Quistiti (Zeichner: René Fourage), Tiger Joe (Zeichner: Gérald Forton) und Alain et Christine (illustriert von Martial) sowie eine Reihe weiterer Serien für das Magazin Tintin. 1963 erfand er für das Magazin Pilote seine bekannteste Serie: Achille Talon (deutsch Albert Enzian). Im selben Jahr veröffentlichte er in Vaillant eine weitere von ihm selbst gezeichnete Serie Les As.
André Franquin, in der Zwischenzeit mit Arbeit überhäuft, bat Greg um Hilfe beim Texten seiner Hauptserie Spirou und Fantasio. Für das belgische Comicmagazin Spirou entstanden so nacheinander Gefangen im Tal der Buddhas (1958–1959), die Kurzgeschichte Am anderen Ende Angst (1959) sowie der Zweiteiler Der Plan des Zyklotrop (1959–1960) und Im Banne des Z (1960), in denen der verrückte Wissenschaftler Zyklotrop seinen ersten Auftritt hat. Parallel dazu kam Im Reich der roten Elefanten (1959) in der französischen Tageszeitung La Parisien libéré heraus. Seinen letzten Einsatz für die Serie hatte Greg, als Franquin mit einer bereits bis knapp zur Hälfte realisierten Geschichte nicht mehr weiterkam. Für ihn schrieb er QRN ruft Bretzelburg (1963) nach einer längeren Unterbrechung zu Ende.
Auch mehrere Geschichten von Tibets Serien Chick Bill, Club des Peur-de-Rien und Mouminet stammen aus der Feder Gregs. Auf Bitten Hergés verfasste er außerdem ein Szenario für Tim und Struppi, das jedoch nie als Album realisiert wurde.
Von 1965 bis 1974 war Greg Chefredakteur des Magazins Tintin. In dieser Eigenschaft testete er in Zusammenarbeit mit jungen, noch unbekannten Zeichnern eine Reihe neuer Serien durch die Veröffentlichung von Kurzgeschichten, die sich später zu Klassikern des franko-belgischen Comics entwickeln sollten:
Ab 1966 schrieb er Andy Morgan für Hermann, ab 1967 Luc Orient für Paape, ab 1968 Bruno Brazil für Vance und ab 1969 Comanche, ebenfalls für Hermann. 1969 wirkte er außerdem an der filmischen Umsetzung des Tim und Struppi-Albums Tim und der Sonnentempel mit, 1972 schrieb er das Drehbuch für den Zeichentrickfilm Tim und der Haifischsee.
Mitte der 1970er-Jahre ging Greg zum Verlag Dargaud und gab außerdem das Achille Talon Magazine heraus, es erschienen 6 Nummern bis zum Jahre 1976. Daneben kreierte er weiterhin Comicserien sowie Drehbücher für Film- und Fernsehproduktionen.
1987 schrieb er für Franquin und Batem die ersten Abenteuer der neuen Marsupilami-Reihe. In den Folgejahren setzte er mit neuen Zeichnern seine alten Erfolgsserien Comanche (mit Michel Rouge) und Andy Morgan (mit Dany und Aidans) fort. Zugleich entstanden noch immer neue Serien wie Colby für Michel Blanc-Dumont (1991) oder Tobo für Pierre-Yves Gabrion (1993).
Er starb 68-jährig an einem Aneurysma.

## Werke (Auswahl)
- Chick Bill
  - Le monstre du lac (1957–1958)
  - La maison du plus fort (1957–1958)
  - Alerte à Maraccas (1958–1959)
  - Le tête au mur (1958)
  - Shérif à vendre (1958–1959)
  - Le trésor du gros magot (1959)
  - Les disparus du Mirific (1959–1960)
  - Montana Kid (1959–1960)
  - Le dernier des bull (1960)
  - Mort au rat (1960)
  - L’arme à gauche (1960–1961)
  - La peur bleue (1960–1961)
  - L’ennemi aux cent visages (1961)
  - Le dynamiteur (1961)
  - Le réveil du Patratomac (1961–1962)
  - Les millions de Kid Ordinn (1962)
  - Le témoin du Rio Grande (1962)
  - Territoire 22 (1962–1963)
  - Les déserteurs (1962–1963)
  - Le 6ème desperado (1963)
  - Panique à K.O. Corral (1963)
  - Trois coups pour le sénateur (1964)
  - Kid-la-gachette (1964)
  - Tempête rose (1964–1965)
- Der Club der Furchtlosen
  - Le club des peur-de-rien (1958–1959)
  - Les rois du cirque (1959)
  - Le mystère du grand pingouin (1959–1960)
  - Opération gruyère (1960–1961)
  - Les rois du ring (1963–1964)
  - Les rois des Don Juan (1964–1965)
- Tiger Joe
  - Safari vers l’interdit (1958)
  - Menace sur le Gopal (1958–1959)
  - Le tigre aux dents de sabre (1959)
  - Les pirates du Bengale (1959–1960)
  - Les requins du Djaccao (1960)
  - La loi de cobra (1960–1961)
  - Le dragon de feu (1961)
- Corentin
  - Le poignard magique (1959–1960)
- Flamme d’Argent (1960–1963)
- Line (1963–1972)
- Andy Morgan (1966–1994)
- Bruno Brazil (1967–1983)
- Luc Orient (1967–1994)
- Oliver & Columbine (1968–1986)
- Comanche (1969–1997)
- Percy Pickwick
  - Die teuflischen Zwerge (1969)
  - Das Geheimnis der laufenden Stimme (1970–1971)
  - Diebisches Gelächter (1972)
- Tommy Banco
  - Territoire Zéro (1970)
- Lucky Luke
  - Jolly Jumper: Ja, was hat er denn? (1978)
- Marsupilami
  - Tumult in Palumbien (1987)
  - Panda in Panik (1988)
- Colby (1991–1997)
- Johnny Congo (1992–1993)